# Neoxabea trinodosa
Neoxabea trinodosa är en insektsart som beskrevs av Morgan Hebard 1928. Neoxabea trinodosa ingår i släktet Neoxabea och familjen syrsor. Inga underarter finns listade i Catalogue of Life.